# International Sydney
El torneig de Sydney, també conegut com a Sydney International, fou un torneig professional de tennis que es disputava sobre pista dura. Va pertànyer a les sèries ATP World Tour 250 del circuit ATP masculí i els torneigs WTA Premier del circuit WTA femení. El torneig se celebrava a l'NSW Tennis Centre de Sydney, Austràlia, durant el mes de gener. La darrera edició del torneig es va celebrar el 2019 ja que a partir del 2020 fou la seu principal del nou torneig entre nacions ATP Cup. El seu testimoni el va agafar Adelaida mantenint les mateixes categories.

## Història
Aquest torneig és un dels més antics del món, ja que la primera edició es va celebrar l'any 1885. El New South Wales Open (Obert de Nova Gal·les del Sud) es va crear l'any 1998 quan les autoritats colonials del país van decidir descobrir els millors tennistes de cada colònia per assistir a l'Australasia Davis Cup. Tanmateix, la primera edició anual i permanent no es va disputar fins a l'any 1935. L'any 1969 va entrar en el circuit professional de tennis.
El torneig se celebrava sempre en el White City Stadium de Sydney, però des de la celebració dels Jocs Olímpics d'Estiu de 2000, la seu es va desplaçar al complex Sydney International Tennis Centre del barri de Homebush, Sydney, amb el nom de Medibank International Sydney. En el 2012 va canviar de patrocinador per Apia International Sydney, i el 2018 va canviar simplement a Sydney International.
Amb la creació del nou torneig entre nacions, anomenat ATP Cup, tres ciutats australianes es van repartir la celebració del torneig: Perth, Brisbane i Sydney. Totes aquestes ciutats eren seu d'un torneig, la primera de la Hopman Cup mentre les altres dues del circuit ATP. Totes tres van renunciar a l'organització del respectiu torneig i es van repartir la disputa de l'ATP Cup, sent Sydney la principal per la fase final. En el cas de Sydney, la ciutat d'Adelaida va agafar el seu relleu i seguir disputant un torneig ATP i WTA en terres australianes.

## Palmarès

### Individual masculí

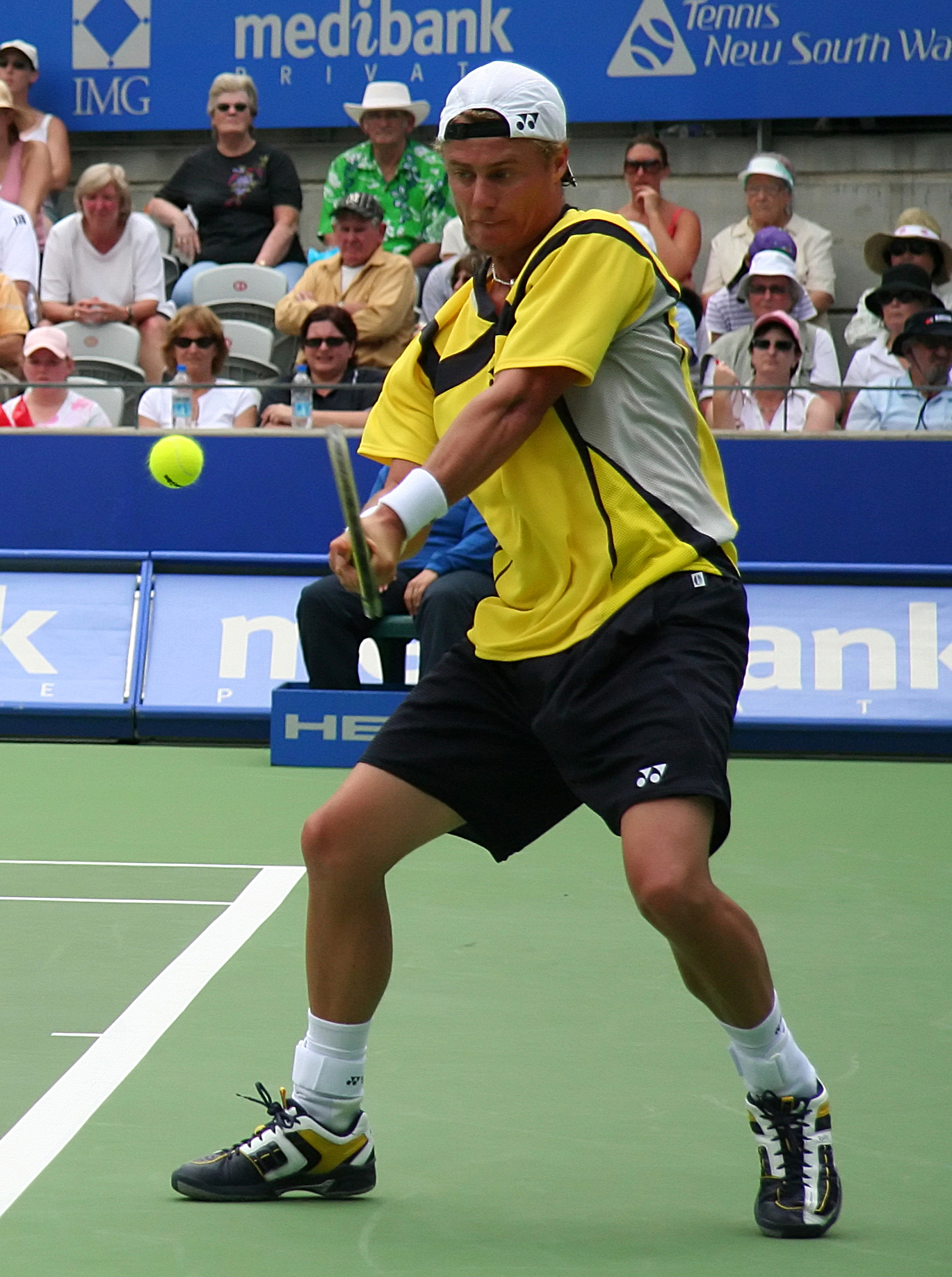
Lleyton Hewitt va aconseguir quatre títols individuals.

| Any        | Campió                | Finalista           | Resultat                |
| ---------- | --------------------- | ------------------- | ----------------------- |
| 2022       | Aslan Karatsev        | Andy Murray         | 6−3, 6−3                |
| 2021       | No celebrat           | No celebrat         | No celebrat             |
| 2020       | No celebrat           | No celebrat         | No celebrat             |
| 2019       | Alex de Minaur        | Andreas Seppi       | 7−5, 7−6(5)             |
| 2018       | Daniïl Medvédev       | Alex de Minaur      | 1−6, 6−4, 7−5           |
| 2017       | Gilles Müller         | Daniel Evans        | 7−6(5), 6−2             |
| 2016       | Viktor Troicki (2)    | Grigor Dimitrov     | 2−6, 6−1, 7−6(7)        |
| 2015       | Viktor Troicki        | Mikhaïl Kukuixkin   | 6−2, 6−3                |
| 2014       | Juan Martín del Potro | Bernard Tomic       | 6−3, 6−1                |
| 2013       | Bernard Tomic         | Kevin Anderson      | 6−3, 6−7(2), 6−3        |
| 2012       | Jarkko Nieminen       | Julien Benneteau    | 6−2, 7−5                |
| 2011       | Gilles Simon          | Viktor Troicki      | 7−5, 7−6(4)             |
| 2010       | Markos Bagdatís       | Richard Gasquet     | 6−4, 7−6(2)             |
| 2009       | David Nalbandian      | Jarkko Nieminen     | 6−3, 6−7(9), 6−2        |
| 2008       | Dmitri Tursúnov       | Chris Guccione      | 7−6, 7−6                |
| 2007       | James Blake (2)       | Carles Moyà         | 6−3, 5−7, 6−1           |
| 2006       | James Blake           | Ígor Andréiev       | 6−3, 2−6, 7−6           |
| 2005       | Lleyton Hewitt (4)    | Ivo Minář           | 7−5, 6−0                |
| 2004       | Lleyton Hewitt        | Carles Moyà         | 4−3, retirada           |
| 2003       | Hyung-Taik Lee        | Juan Carlos Ferrero | 4−6, 7−6, 7−6           |
| 2002       | Roger Federer         | Juan Ignacio Chela  | 6−3, 6−3                |
| 2001       | Lleyton Hewitt        | Magnus Norman       | 6−4, 6−1                |
| 2000       | Lleyton Hewitt        | Jason Stoltenberg   | 6−4, 6−0                |
| 1999       | Todd Martin (2)       | Àlex Corretja       | 6−3, 7−6                |
| 1998       | Karol Kučera          | Tim Henman          | 7−5, 6−4                |
| 1997       | Tim Henman            | Carles Moyà         | 6−3, 6−1                |
| 1996       | Todd Martin           | Goran Ivanišević    | 5−7, 6−3, 6−4           |
| 1995       | Patrick McEnroe       | Richard Fromberg    | 6−2, 7−6                |
| 1994       | Pete Sampras (2)      | Ivan Lendl          | 7−6, 6−4                |
| 1993       | Pete Sampras          | Thomas Muster       | 7−6, 6−1                |
| 1992       | Emilio Sánchez        | Guy Forget          | 6−3, 6−4                |
| 1991       | Guy Forget            | Michael Stich       | 6−3, 6−4                |
| 1990       | Yannick Noah          | Carl-Uwe Steeb      | 5−7, 6−3, 6−4           |
| 1989       | Aaron Krickstein      | Andrei Txerkàssov   | 6−4, 6−2                |
| 1988       | John Fitzgerald       | Andrei Txerkàssov   | 6−3, 6−4                |
| 1987       | Miloslav Mečíř        | Peter Doohan        | 6−4, 6−2                |
| 1986       | No celebrat           | No celebrat         | No celebrat             |
| 1985       | Henri Leconte         | Kelly Evernden      | 6−7, 6−2, 6−3           |
| 1984       | John Fitzgerald       | Sammy Giammalva Jr  | 6−3, 6−3                |
| 1983       | Joakim Nystrom        | Mike Bauer          | 2−6, 6−3, 6−1           |
| 1982       | John Alexander        | John Fitzgerald     | 4−6, 7−6, 6−4           |
| 1981       | Tim Wilkison (2)      | Chris Lewis         | 6−4, 7−6, 6−3           |
| 1980       | Fritz Buehning        | Brian Teacher       | 6−3, 6−7, 7−6           |
| 1979       | Phil Dent             | Hank Pfister        | 6−4, 6−4, 7−5           |
| 1978       | Tim Wilkison          | Kim Warwick         | 6−3, 6−3, 6−7, 3−6, 6−2 |
| 1977       | Roscoe Tanner         | Brian Teacher       | 6−3, 3−6, 6−3, 6−7, 6−4 |
| 1976       | Tony Roche            | Dick Stockton       | 6−3, 3−6, 6−3, 6−4      |
| 1975       | Ross Case             | John Marks          | 6−2, 6−1                |
| 1974 (des) | Tony Roche            |                     |                         |
| 1974 (gen) | Geoff Masters         |                     |                         |
| 1973       | Malcolm Anderson      |                     |                         |
| 1972       | Alex Metreveli        |                     |                         |
| 1971       | Phil Dent             | John Alexander      | 6−3, 6−4, 6−4           |
| 1970       | Arthur Ashe           |                     |                         |
| 1969       | Tony Roche            |                     |                         |

### Individual femení
| Any          | Campiona                    | Finalista               | Resultat         |
| ------------ | --------------------------- | ----------------------- | ---------------- |
| WTA 500      |                             |                         |                  |
| 2022         | Paula Badosa                | Barbora Krejčiková      | 6−3, 4−6, 7−6(4) |
| 2021         | No celebrat                 | No celebrat             | No celebrat      |
| 2020         | No celebrat                 | No celebrat             | No celebrat      |
| WTA Premier  |                             |                         |                  |
| 2019         | Petra Kvitová (2)           | Ashleigh Barty          | 1−6, 7−5, 7−6(3) |
| 2018         | Angelique Kerber            | Ashleigh Barty          | 6−4, 6−4         |
| 2017         | Johanna Konta               | Agnieszka Radwańska     | 6−4, 6−2         |
| 2016         | Svetlana Kuznetsova         | Mónica Puig             | 6−0, 6−2         |
| 2015         | Petra Kvitová               | Karolína Plíšková       | 7−6(5), 7−6(6)   |
| 2014         | Tsvetana Pironkova          | Angelique Kerber        | 6−4, 6−4         |
| 2013         | Agnieszka Radwańska         | Dominika Cibulková      | 6−0, 6−0         |
| 2012         | Viktória Azàrenka           | Li Na                   | 6−2, 1−6, 6−3    |
| 2011         | Li Na                       | Kim Clijsters           | 7−6(3), 6−3      |
| 2010         | Ielena Deméntieva (2)       | Serena Williams         | 6−3, 6−2         |
| 2009         | Ielena Deméntieva           | Dinara Safina           | 6−3, 2−6, 6−1    |
| WTA Tier II  |                             |                         |                  |
| 2008         | Justine Henin (3)           | Svetlana Kuznetsova     | 4−6, 6−2, 6−4    |
| 2007         | Kim Clijsters (2)           | Jelena Jankovic         | 4−6, 7−6(1), 6−4 |
| 2006         | Justine Henin               | Francesca Schiavone     | 4−6, 7−5, 7−5    |
| 2005         | Alicia Molik                | Samantha Stosur         | 6−7(5), 6−4, 7−5 |
| 2004         | Justine Henin               | Amélie Mauresmo         | 6−4, 6−4         |
| 2003         | Kim Clijsters               | Lindsay Davenport       | 6−4, 6−3         |
| 2002         | Martina Hingis (3)          | Meghann Shaughnessy     | 6−2, 6−3         |
| 2001         | Martina Hingis              | Lindsay Davenport       | 6−3, 4−6, 7−5    |
| 2000         | Amélie Mauresmo             | Lindsay Davenport       | 7−6(2), 6−4      |
| 1999         | Lindsay Davenport           | Martina Hingis          | 6−4, 6−3         |
| 1998         | Arantxa Sánchez Vicario     | Venus Williams          | 6−1, 6−3         |
| 1997         | Martina Hingis              | Jennifer Capriati       | 6−1, 5−7, 6−1    |
| 1996         | Monica Seles                | Lindsay Davenport       | 4−6, 7−6(7), 6−3 |
| 1995         | Gabriela Sabatini (2)       | Lindsay Davenport       | 6−3, 6−4         |
| 1994         | Kimiko Date                 | Mary Joe Fernández      | 6−4, 6−2         |
| 1993         | Jennifer Capriati           | Anke Huber              | 6−1, 6−4         |
| WTA Tier III |                             |                         |                  |
| 1992         | Gabriela Sabatini           | Arantxa Sánchez Vicario | 6−1, 6−1         |
| 1991         | Jana Novotná                | Arantxa Sánchez Vicario | 6−4, 6−2         |
| 1990         | Natasha Zvereva             | Barbara Paulus          | 4−6, 6−1, 6−3    |
| WTA Tier IV  |                             |                         |                  |
| 1989         | Martina Navrátilová (4)     | Catarina Lindqvist      | 6−2, 6−4         |
| 1988         | Pam Shriver                 | Helena Suková           | 6−2, 6−3         |
| 1987         | Zina Garrison               | Pam Shriver             | 6−2, 6−4         |
| 1986         | No celebrat                 | No celebrat             | No celebrat      |
| 1985         | Martina Navrátilová         | Hana Mandlíková         | 3−6, 6−1, 6−2    |
| 1984         | Martina Navrátilová         | Ann Henricksson         | 6−1, 6−1         |
| 1983         | Jo Durie                    | Kathy Jordan            | 6−3, 7−5         |
| 1982         | Martina Navrátilová         | Evonne Goolagong        | 6−2, 3−6, 6−1    |
| 1981         | Chris Evert                 | Martina Navrátilová     | 6−4, 2−6, 6−1    |
| 1980         | Wendy Turnbull              | Pam Shriver             | 3−6, 6−4, 7−6    |
| 1979         | Hana Mandlíková             | Bettina Bunge           | 6−3, 3−6, 6−3    |
| 1978         | Dianne Fromholtz            | Kerry Reid              | 6−2, 7−5         |
| 1977         | Evonne Goolagong Cawley (4) | Kerry Reid              | 6−2, 6−3         |
| 1976         | Martina Navrátilová         | Betty Stöve             | 7−5, 6−2         |
| 1975         | Evonne Goolagong Cawley     | Sue Barker              | 6−2, 6−4         |
| 1974 (des)   | Evonne Goolagong Cawley     | Margaret Smith Court    | 6−3, 7−5         |
| 1974 (gen)   | Karen Krantzcke             | Evonne Goolagong Cawley | 6−2, 6−3         |
| 1973         | Margaret Smith Court (4)    | Evonne Goolagong Cawley | 6−3, 6−2         |
| 1972         | Evonne Goolagong Cawley     | Virginia Wade           | 6−1, 7−6         |
| 1971         | Margaret Smith Court        | Olga Morozova           | 6−2, 6−2         |
| 1970         | Margaret Smith Court        |                         |                  |
| 1969         | Margaret Smith Court        |                         |                  |

### Dobles masculins
| Any  | Campions                           | Finalistes                         | Resultat            |
| ---- | ---------------------------------- | ---------------------------------- | ------------------- |
| 2022 | John Peers Filip Polášek           | Simone Bolelli Fabio Fognini       | 7−5, 7−5            |
| 2021 | No celebrat                        | No celebrat                        | No celebrat         |
| 2020 | No celebrat                        | No celebrat                        | No celebrat         |
| 2019 | Jamie Murray Bruno Soares (2)      | Juan Sebastián Cabal Robert Farah  | 6−4, 6−3            |
| 2018 | Łukasz Kubot Marcelo Melo          | Jan-Lennard Struff Viktor Troicki  | 6−3, 6−4            |
| 2017 | Wesley Koolhof Matwé Middelkoop    | Jamie Murray Bruno Soares          | 6−3, 7−5            |
| 2016 | Jamie Murray Bruno Soares          | Rohan Bopanna Florin Mergea        | 6−3, 7−6(6)         |
| 2015 | Rohan Bopanna Daniel Nestor        | Jean-Julien Rojer Horia Tecau      | 6−4, 7−6(5)         |
| 2014 | Daniel Nestor Nenad Zimonjić (2)   | Rohan Bopanna Aisam-ul-Haq Qureshi | 7−6(3), 7−6(3)      |
| 2013 | Bob Bryan Mike Bryan (3)           | Maks Mirni Horia Tecău             | 6−4, 6−4            |
| 2012 | Bob Bryan Mike Bryan               | Marinko Matosevic Jarkko Nieminen  | 6−1, 6−4            |
| 2011 | Lukáš Dlouhý Paul Hanley           | Bob Bryan Mike Bryan               | 6−7(6), 6−3, [10−5] |
| 2010 | Daniel Nestor Nenad Zimonjić       | Ross Hutchins Jordan Kerr          | 6−3, 7−6(5)         |
| 2009 | Bob Bryan Mike Bryan               | Daniel Nestor Nenad Zimonjić       | 6−1, 7−6(3)         |
| 2008 | Richard Gasquet Jo-Wilfried Tsonga | Bob Bryan Mike Bryan               | 4−6, 6−4, 11−9      |
| 2007 | Paul Hanley Kevin Ullyett          | Mark Knowles Daniel Nestor         | 6−4, 6−7(3), 10−6   |
| 2006 | Fabrice Santoro Nenad Zimonjić     | František Čermák Leoš Friedl       | 6−1, 6−4            |
| 2005 | Mahesh Bhupathi Todd Woodbridge    | Arnaud Clément Michaël Llodra      | 6−3, 6−3            |
| 2004 | Jonas Björkman Todd Woodbridge     | Bob Bryan Mike Bryan               | 7−6(3), 7−5         |
| 2003 | Paul Hanley Nathan Healey          | Mahesh Bhupathi Joshua Eagle       | 7−6(3), 6−4         |
| 2002 | Donald Johnson Jared Palmer        | Joshua Eagle Sandon Stolle         | 6−4, 6−4            |
| 2001 | Daniel Nestor Sandon Stolle        | Jonas Björkman Todd Woodbridge     | 2−6, 7−6(4), 7−6(5) |
| 2000 | Todd Woodbridge Mark Woodforde (3) | Lleyton Hewitt Sandon Stolle       | 7−5, 6−4            |
| 1999 | Sébastien Lareau Daniel Nestor     | Patrick Galbraith Paul Haarhuis    | 6−3, 6−4            |
| 1998 | Todd Woodbridge Mark Woodforde     | Jacco Eltingh Daniel Nestor        | 6−3, 7−5            |
| 1997 | Luis Lobo Javier Sánchez           | Paul Haarhuis Jan Siemerink        | 6−4, 6−7, 6−3       |
| 1996 | Ellis Ferreira Jan Siemerink       | Patrick McEnroe Sandon Stolle      | 5−7, 6−4, 6−1       |
| 1995 | Todd Woodbridge Mark Woodforde     | Trevor Kronemann David Macpherson  | 7−6, 6−4            |
| 1994 | Darren Cahill Sandon Stolle        | Mark Kratzmann Laurie Warder       | 6−1, 7−6            |
| 1993 | Jason Stoltenberg Sandon Stolle    | Luke Jensen Murphy Jensen          | 6−3, 6−4            |
| 1992 | Sergio Casal Emilio Sánchez        | Scott Davis Kelly Jones            | 3−6, 6−1, 6−4       |
| 1991 | Scott Davis David Pate             | Darren Cahill Mark Kratzmann       | 3−6, 6−3, 6−2       |
| 1990 | Pat Cash Mark Kratzmann            | Pieter Aldrich Danie Visser        | 6−4, 7−5            |
| 1989 | Darren Cahill Wally Masur          | Pieter Aldrich Danie Visser        | 6−4, 6−3            |
| 1988 | Darren Cahill Mark Kratzmann       | Joey Rive Bud Schultz              | 7−6, 6−4            |
| 1987 | Brad Drewett Mark Edmondson        | Peter Doohan Laurie Warder         | 6−4, 4−6, 6−2       |
| 1986 | No celebrat                        | No celebrat                        | No celebrat         |
| 1985 | David Dowlen Nduka Odizor          | Broderick Dyke Wally Masur         | 6−4, 7−6            |
| 1984 | Paul Annacone Christo van Rensburg | Tom Gullikson Scott McCain         | 7−6, 7−5            |
| 1983 | Mike Bauer Pat Cash                | Broderick Dyke Rod Frawley         | 7−6, 6−4            |
| 1982 | John Alexander John Fitzgerald     | Cliff Letcher Craig Miller         | 6−4, 7−6            |
| 1981 | Paul McNammee Peter McNamara (2)   | Hank Pfister John Sadri            | 6−7, 7−6, 7−6       |
| 1980 | Paul McNammee Peter McNamara       | Vitas Gerulaitis Brian Gottfried   | 6−2, 6−4            |

### Dobles femenins
| Any          | Campiones                                 | Finalistes                             | Resultat            |
| ------------ | ----------------------------------------- | -------------------------------------- | ------------------- |
| WTA 500      |                                           |                                        |                     |
| 2022         | Anna Danilina Beatriz Haddad Maia         | Vivian Heisen Panna Udvardy            | 4−6, 7−5, [10−8]    |
| 2021         | No celebrat                               | No celebrat                            | No celebrat         |
| 2020         | No celebrat                               | No celebrat                            | No celebrat         |
| WTA Premier  |                                           |                                        |                     |
| 2019         | Aleksandra Krunić Kateřina Siniaková      | Eri Hozumi Alicja Rosolska             | 6−1, 7−6(3)         |
| 2018         | Gabriela Dabrowski Xu Yifan               | Latisha Chan Andrea Sestini Hlaváčková | 6−3, 6−1            |
| 2017         | Tímea Babos Anastassia Pavliutxénkova     | Sania Mirza Barbora Strýcová           | 6−4, 6−4            |
| 2016         | Martina Hingis Sania Mirza                | Caroline Garcia Kristina Mladenovic    | 1−6, 7−5, [10−5]    |
| 2015         | Bethanie Mattek-Sands Sania Mirza         | Raquel Kops-Jones Abigail Spears       | 6−3, 6−3            |
| 2014         | Tímea Babos Lucie Šafářová                | Sara Errani Roberta Vinci              | 7−5, 3−6, [10−7]    |
| 2013         | Nàdia Petrova Katarina Srebotnik          | Sara Errani Roberta Vinci              | 6−3, 6−4            |
| 2012         | Květa Peschke Katarina Srebotnik          | Liezel Huber Lisa Raymond              | 6−1, 4−6, [13−11]   |
| 2011         | Iveta Benešová Barbora Záhlavová-Strýcová | Květa Peschke Katarina Srebotnik       | 4−6, 6−4, [10−7]    |
| 2010         | Cara Black Liezel Huber                   | Tathiana Garbin Nàdia Petrova          | 6−1, 3−6, [10−3]    |
| 2009         | Su-Wei Hsieh Peng Shuai                   | Nathalie Dechy Casey Dellacqua         | 6−0, 6−1            |
| WTA Tier II  |                                           |                                        |                     |
| 2008         | Yan Zi Zheng Jie                          | Tetiana Perebijnis Tatiana Puczek      | 6−4, 7−6(5)         |
| 2007         | Anna-Lena Grönefeld Meghann Shaughnessy   | Marion Bartoli Meilen Tu               | 6−3, 3−6, 7−6(2)    |
| 2006         | Corina Morariu Rennae Stubbs              | Virginia Ruano Pascual Paola Suárez    | 6−3, 5−7, 6−2       |
| 2005         | Bryanne Stewart Samantha Stosur           | Jelena Diemientjewa Ai Sugiyama        | Retirada            |
| 2004         | Cara Black Rennae Stubbs                  | Dinara Safina Meghann Shaughnessy      | 7−5, 3−6, 6−4       |
| 2003         | Kim Clijsters Ai Sugiyama                 | Conchita Martínez Rennae Stubbs        | 6−3, 6−3            |
| 2002         | Lisa Raymond Rennae Stubbs                | Martina Hingis Anna Kúrnikova          | Retirada            |
| 2001         | Anna Kúrnikova Barbara Schett             | Lisa Raymond Rennae Stubbs             | 6−2, 7−5            |
| 2000         | Julie Halard-Decugis Ai Sugiyama          | Martina Hingis Mary Pierce             | 6−0, 6−3            |
| 1999         | Jelena Lichowcewa Ai Sugiyama             | Mary Joe Fernández Anke Huber          | 6−3, 2−6, 6−0       |
| 1998         | Martina Hingis Helena Suková              | Katrina Adams Meredith McGrath         | 6−1, 6−2            |
| 1997         | Gigi Fernández Arantxa Sánchez Vicario    | Lindsay Davenport Natasza Zwieriewa    | 6−0, 7−6(5)         |
| 1996         | Lindsay Davenport Mary Joe Fernández      | Lori McNeil Helena Suková              | 6−3, 6−3            |
| 1995         | Lindsay Davenport Jana Novotná            | Patty Fendick Mary Joe Fernández       | 7−5, 2−6, 6−4       |
| 1994         | Patty Fendick Meredith McGrath            | Jana Novotná Arantxa Sánchez Vicario   | 6−2, 6−3            |
| 1993         | Pam Shriver Elizabeth Smylie              | Lori McNeil Rennae Stubbs              | 7−6(4), 6−2         |
| WTA Tier III |                                           |                                        |                     |
| 1992         | Arantxa Sánchez Vicario Helena Suková     | Mary Joe Fernández Zina Garrison       | 7−6(4), 6−7(4), 6−2 |
| 1991         | Arantxa Sánchez Vicario Helena Suková     | Gigi Fernández Jana Novotná            | 6−1, 6−4            |
| 1990         | Jana Novotná Helena Suková                | Larisa Neiland Natasza Zwieriewa       | 6−3, 7−5            |
| WTA Tier IV  |                                           |                                        |                     |
| 1989         | Martina Navrátilová Pam Shriver (3)       | Elizabeth Smylie Wendy Turnbull        | 6−3, 6−3            |
| 1988         | Ann Henricksson Christiane Jolissaint     | Claudia Kohde-Kilsch Helena Suková     | 7−6(5), 4−6, 6−3    |
| 1987         | Betsy Nagelsen Elizabeth Smylie           | Jenny Byrne Janine Thompson            | 6−7(5), 7−5, 6−1    |
| 1986         | No celebrat                               | No celebrat                            | No celebrat         |
| 1985         | Hana Mandlíková Wendy Turnbull            | Rosalyn Fairbank Candy Reynolds        | 3−6, 7−6(5), 6−4    |
| 1984         | Claudia Kohde-Kilsch Helena Suková        | Wendy Turnbull Sharon Walsh            | 6−2, 7−6(4)         |
| 1983         | Anne Hobbs Wendy Turnbull                 | Hana Mandlíková Helena Suková          | 6−4, 6−3            |
| 1982         | Martina Navrátilová Pam Shriver           | Claudia Kohde-Kilsch Eva Pfaff         | 6−2, 2−6, 7−6       |
| 1981         | Martina Navrátilová Pam Shriver           | Kathy Jordan Anne Smith                | 6−7, 6−2, 6−4       |
| 1980         | Pam Shriver Betty Stöve                   | Rosie Casals Wendy Turnbull            | 6−1, 4−6, 6−4       |
| 1979         | Billie Jean King Wendy Turnbull           | Sue Barker Pam Shriver                 | 7−5, 6−4            |
| 1978         | Lesley Hunt Sharon Walsh                  | Ilana Kloss Marise Kruger              | 6−2, 6−1            |
| 1977         | Kerry Reid Greer Stevens                  | Evonne Goolagong Betty Stöve           |                     |
| 1976         | Martina Navrátilová Betty Stöve           | Françoise Durr Ann Kiyomura            | 6−3, 7−5            |
| 1975         | Evonne Goolagong Helen Gourlay            | Heidi Eisterlenher Helga Masthoff      | 6−3, 4−6, 6−3       |
| 1974 (des)   | Evonne Goolagong Peggy Michel             | Olga Morozova Martina Navrátilová      | 6−7, 6−4, 6−1       |
| 1974 (gen)   | Ann Kiyomura Kazuko Sawamatsu             | Janet Fallis Pam Whytcross             | 6−3, 6−3            |
| 1972         | Evonne Goolagong Melissa Edwards          | Lesley Turner Bowrey Virginia Wade     | 6−1, 6−2            |
| 1971         | Margaret Smith Court Olga Morozova        | Evonne Goolagong Kerry Harris          | 6−2, 6−0            |

### Palmarès amateur
| Any         | Individual masculí | Individual femení    |
| ----------- | ------------------ | -------------------- |
| 1967        | Tony Roche         | Judy Tegart          |
| 1966        | Fred Stolle (2)    | Lesley Turner Bowrey |
| 1965        | John Newcombe      | Margaret Smith (5)   |
| 1964        | Fred Stolle        | Margaret Smith       |
| 1963        | Dennis Ralston     | Margaret Smith       |
| 1962        | Neale Fraser (3)   | Margaret Smith       |
| 1961        | Rod Laver          | Margaret Smith       |
| 1960        | Neale Fraser       | Jan Lehanne (2)      |
| 1959        | Neale Fraser       | Jan Lehanne          |
| 1958        | Ashley Cooper (2)  | Renee Schuurman      |
| 1957        | Ashley Cooper      | Lorraine Coghlan     |
| 1956        | Ken Rosewall       | Althea Gibson        |
| 1955        | Lew Hoad           | Mary Hawton          |
| 1954        | Rex Hartwig        | Beryl Penrose        |
| 1953        | Lew Hoad           | Thelma Long (2)      |
| 1952        | Frank Sedgman      | Maureen Connolly     |
| 1951        | Vic Seixas         | Thelma Long          |
| 1950        | Art Larsen         | Nancye Bolton (4)    |
| 1949        | John Bromwich (7)  | Jane Finch           |
| 1948        | John Bromwich      | Darlene Hard         |
| 1947        | Adrian Quist       | Nancye Bolton        |
| 1946        | John Bromwich      | Nancye Bolton        |
| 1945        | Dinny Pails        | Nancye Bolton        |
| 1944 − 1941 | No celebrat        | No celebrat          |
| 1940        | John Bromwich      | Thelma Coyne (3)     |
| 1939        | John Bromwich      | Nancye Wynne (3)     |
| 1938        | John Bromwich      | Thelma Coyne         |
| 1937        | John Bromwich      | Nancye Wynne         |
| 1936        | Jack Crawford      | Nancye Wynne         |
| 1935        | Adrian Quist       | Thelma Coyne         |